# Searlesita
La searlesita és un mineral de la classe dels fil·losilicats. Va ser descoberta l'any 1914 al llac Searles del comtat de Sant Bernardino, a l'estat de Califòrnia (EUA), sent nomenada així en honor de John W. Searles, explorador nord-americà.

## Característiques químiques
És un bor-silicat hidroxilat de sodi, amb anells de tetraedres de sílice de sis membres connectats. Les fulles que conté aquesta estructura conté cadenes de polisilicats similars al piroxè que estan unides mitjançant tetraedres de borat, per la qual cosa es classificaria com un filo-bor-silicat. Segons això, la forma correcta d'escriure l'anió seria amb els protons units a dos àtoms d'oxigen: BSi₂O₅(OH)₂.
A més dels elements de la seva fórmula, sol portar com a impureses: alumini, ferro, magnesi i aigua.

## Formació i jaciments
Comunament intercalades en els esquists bituminosos o en margues, també es forma en els dipòsits d'evaporites contenint bor de tipus alcalí continental, i més rares vegades en les cavitats de fonolita en pegmatites alcalins.
Sol trobar-se associat a altres minerals com: shortita, trona, pirita o en òpal.